# Fédéric Morel (1552-1630)
Pour les articles homonymes, voir Fédéric Morel et Morel.
Fédéric Morel, ou Frédéric Morel, également dit Fédéric Morel Le Jeune,  ou en latin Federicus Morellus (né en 1552 à Châlons - mort le 27 juin 1630) était un imprimeur parisien de la fin du XVIe siècle et du début du XVIIe.

## Biographie
Fédéric Morel est le fils de Fédéric Morel (1523-1583), dit l'Ancien, imprimeur à Paris notamment des œuvres de Joachim Du Bellay. Il est également le gendre de Michel de Vascosan. Il fut imprimeur du roi pour le grec à partir de 1581. En 1579, il est nommé imprimeur ordinaire du roi. Il a publié les premières éditions des traités d'architecture de Philibert De l'Orme. Il est le frère de Claude Morel.

## Imprimeur
Il utilisait comme marque d'imprimeur un murier avec des variations de dessin et un texte en grec ou en latin.

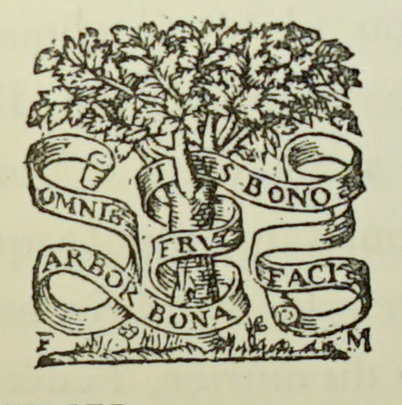
Muriers tirés de
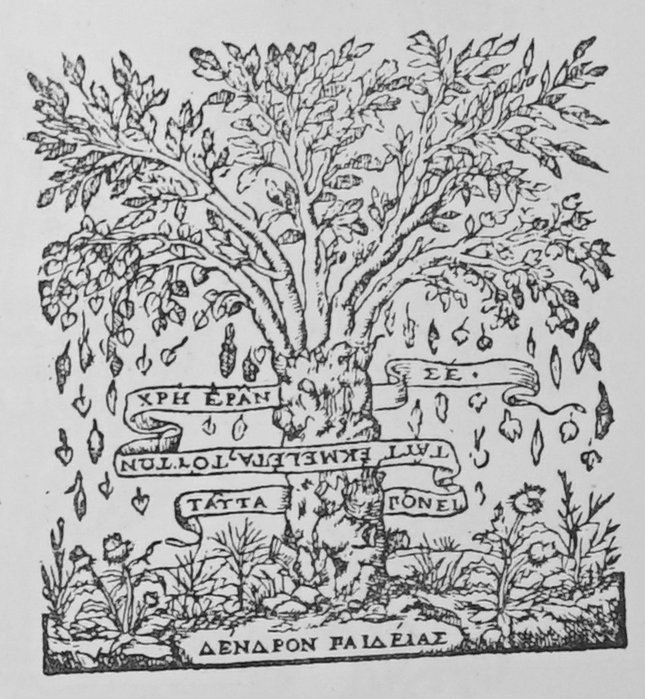
livres conservés
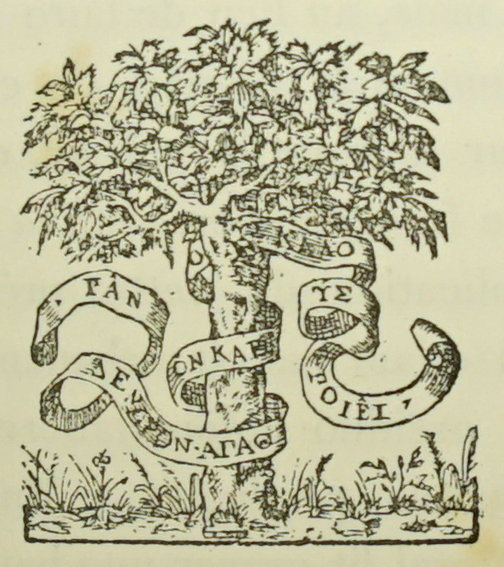
à la bibliothèque Carnegie (Reims)
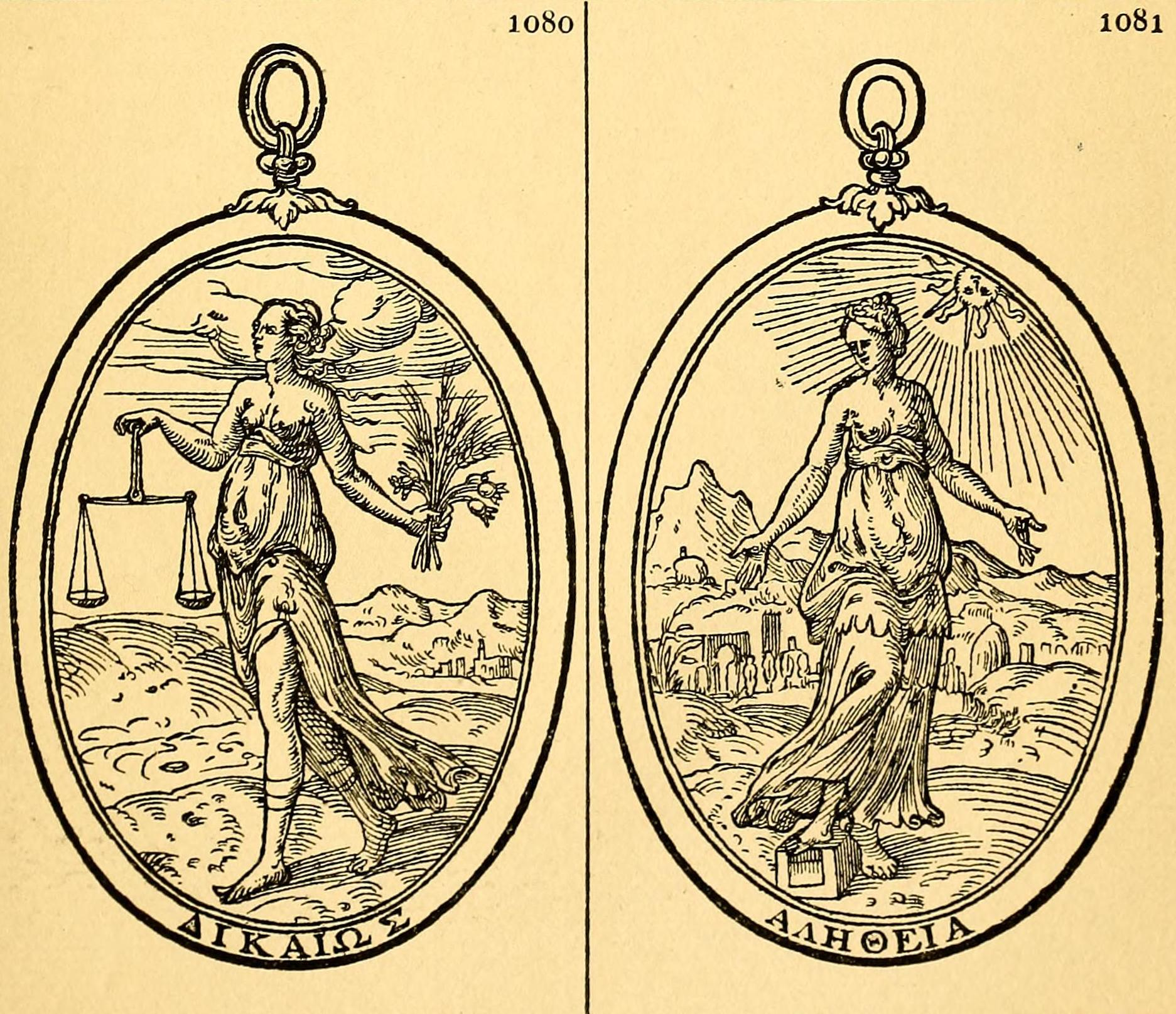
Justice et Liberté.